# MS-CHAP
MS-CHAP (ang. Microsoft Challenge Handshake Authentication Protocol) – wersja protokołu uwierzytelniania CHAP przedstawiona przez firmę Microsoft. Istnieją dwie wersje protokołu: MS-CHAPv1 (RFC 2433 ↓) i MS-CHAPv2 (RFC 2759 ↓). Obsługę protokołu MS-CHAPv2 dodano w systemach serwerowych Windows 2000 i nowszych (Windows 2003, Windows Server 2008), klienckich Windows 98 i Windows 95 z uaktualnieniem Windows Dial-Up Networking 1.3 Performance & Security Upgrade i nowszych. W systemie klienckim Windows Vista wycofano wsparcie dla MS-CHAPv1.